# Камару Усман
Камарудін Усман (англ. Kamarudeen Usman; нар. 11 травня 1987, Бенін-Сіті) — американський боєць нігерійського походження, представник напівсередньої вагової категорії. Виступає на професійному рівні з 2012 року, відомий за участю в турнірах бійцівської організації UFC, переможець бійцівського реаліті-шоу The Ultimate Fighter. З 3 березня 2019 року — чемпіон UFC у напівсередній вазі.

## Біографія
Камару Усман народився 11 травня 1987 року в місті Бенін-Сіті, Нігерія. У віці восьми років разом з батьками переїхав на постійне проживання в США.
Під час навчання в старшій школі серйозно займався боротьбою, на різних шкільних змаганнях в цілому здобув 53 перемоги і зазнав лише три поразки. Вступивши до університету, продовжив боротися на студентських змаганнях, тричі отримував статус всеамериканського спортсмена, в 2010 році став чемпіоном другого дивізіону Національної асоціації студентського спорту.

### Початок професійної кар'єри
Дебютував у змішаних єдиноборствах на професійному рівні в листопаді 2012 року, вигравши у свого суперника технічним нокаутом у другому раунді. Проте вже в наступному поєдинку в травні 2013 року зазнав першої в кар'єрі поразки — у першому ж раунді зустрічі з Хосе Касересом попався на задушливий прийом ззаду і змушений був здатися. Бився в різних невеликих промоушенах США, в 2014 році здобув три перемоги на турнірах організації Legacy FC, в тому числі взяв верх над досить сильним бійцем Маркусом Хіксом.

### The Ultimate Fighter
Маючи в послужному списку п'ять перемог і лише одну поразку, в 2015 році Усман став учасником 21-го сезону популярного бійцівського реаліті-шоу The Ultimate Fighter — у цьому сезоні розгорнулося протистояння між двома найбільшими тренувальними таборами Флориди American Top Team і Blackzilians. Будучи членом команди Blackzilians, на стадії чвертьфіналу Усман благополучно пройшов Майкла Грейвза, вигравши в нього рішенням більшості суддів, потім у півфіналі одноголосним рішенням здолав Стіва Карла, колишнього чемпіона WSOF у напівсередній вазі.
Нарешті, на підсумковому турнірі в Лас-Вегасі зійшовся у вирішальному поєдинку з Хейдером Хасаном — у другому раунді взяв його на ручний «трикутник» і змусив здатися. Таким чином, став переможцем TUF і одночасно з цим заробив бонус за кращий виступ вечора.

### Ultimate Fighting Championship
Завдяки успішному виступу на шоу TUF Камару Усман отримав можливість підписати контракт із найбільшою бійцівською організацією світу Ultimate Fighting Championship. У тому ж 2015 році він провів бій проти англійця Леона Едвардса, вигравши в нього одноголосним рішенням суддів.
У 2016 і 2017 роках здобув перемоги над такими відомими бійцями, як Олександр Яковлєв, Варлей Алвіс, Шон Стрікленд, Сержіу Мораіс.
Продовжуючи свою вражаючу переможну серію, в 2018 році виграв у норвежця Еміля Вебера Мееке і піднявся в рейтингу UFC у напівсередній вазі до сьомої позиції.
Провівши серію успішних боїв UFC, Камару Усман отримав право на бій з Тайроном Вудлі на UFC 235 за чемпіонський титул у напівсередній вазі. Всі п'ять раундів претендент домінував над чемпіоном і виграв бій одноголосним рішенням суддів, ставши першим африканським бійцем в UFC, який здобув титул чемпіона.

## Статистика в професійному ММА
| Професійна кар'єра бійця |            |           |
| Боїв 17                  | Перемог 16 | Поразок 1 |
| Нокаут                   | 7          | 0         |
| Здача                    | 1          | 1         |
| Рішення суддів           | 8          | 0         |

| Результат | Рекорд | Суперник          | Спосіб                   | Турнір                                | Дата              | Раунд | Час   | Місце               | Примітки                                          |
| --------- | ------ | ----------------- | ------------------------ | ------------------------------------- | ----------------- | ----- | ----- | ------------------- | ------------------------------------------------- |
| Перемога  | 16-1   | Колбі Ковінгтон   | TKO (удари руками)       | UFC 245                               | 14 грудня 2019    | 5     | 4: 10 | Лас-Вегас, США      | Захистив титул чемпіона UFC в напівсередній вазі. |
| Перемога  | 15-1   | Тайрон Вудлі      | Одностайне рішення       | UFC 235                               | 2 березня 2019    | 5     | 5: 00 | Лас-Вегас, США      | Завоював титул чемпіона UFC в напівсередній вазі. |
| Перемога  | 14-1   | Рафаел дус Анжус  | Одностайне рішення       | The Ultimate Fighter 28 Finale        | 1 грудня 2018     | 5     | 5: 00 | Лас-Вегас, США      | Виступ вечора.                                    |
| Перемога  | 13-1   | Деміан Майя       | Одностайне рішення       | UFC Fight Night: Maia vs. Usman       | 19 травня 2018    | 5     | 5: 00 | Сантьяго, Чилі      |                                                   |
| Перемога  | 12-1   | Еміль Вебер Меек  | Одностайне рішення       | UFC Fight Night: Stephens vs. Choi    | 14 січня 2018     | 3     | 5: 00 | Сент-Луїс, США      |                                                   |
| Перемога  | 11-1   | Сержіу Мораїс     | KO (удар рукою)          | UFC Fight Night: Rockhold vs. Branch  | 16 вересня 2017   | 1     | 2: 48 | Піттсбург, США      |                                                   |
| Перемога  | 10-1   | Шон Стрікленд     | Одностайне рішення       | UFC 210                               | 8 квітня 2017     | 3     | 5: 00 | Буффало, США        |                                                   |
| Перемога  | 9-1    | Варлей Алвіс      | одностайне рішення       | UFC Fight Night: Bader vs. Nogueira 2 | 19 листопада 2016 | 3     | 5:00  | Сан-Паулу, Бразилія |                                                   |
| Перемога  | 8-1    | Олександр Яковлєв | Одностайне рішення       | UFC on Fox: Holm vs. Shevchenko       | 23 липня 2016     | 3     | 5: 00 | Чикаго, США         |                                                   |
| Перемога  | 7-1    | Леон Едвардс      | одностайне рішення       | UFC on Fox: dos Anjos vs. Cerrone 2   | 19 грудня 2015    | 3     | 5:00  | Орландо, США        |                                                   |
| Перемога  | 6-1    | Хейдер Хассан     | Здача (трикутник руками) | The Ultimate Fighter 21 Finale        | 12 липня 2015     | 2     | 1:19  | Лас-Вегас, США      | Дебют в UFC. Виступ вечора.                       |
| Перемога  | 5-1    | Маркус Хікс       | TKO (удари руками)       | Legacy FC 33                          | 18 липня 2014     | 2     | 5:00  | Аллен, США          |                                                   |
| Перемога  | 4-1    | Ленні Ловоті      | TKO (удари руками)       | Legacy FC 30                          | 4 квітня 2014     | 3     | 1:04  | Нью-Мексико, США    |                                                   |
| Перемога  | 3-1    | Стівен Родрігес   | TKO (удари руками)       | Legacy FC 27                          | 31 січня 2014     | 1     | 1:31  | Х'юстон, США        |                                                   |
| Перемога  | 2-1    | Рашид Абдулла     | TKO (удари руками)       | VFC 41                                | 14 грудня 2013    | 1     | 3:49  | Ралстон, США        |                                                   |
| Поразка   | 1-1    | Хосе Касерес      | Здача (удушення ззаду)   | CFA 11                                | 24 травня 2013    | 1     | 3:47  | Корал-Гейблс, США   |                                                   |
| Перемога  | 1-0    | Девід Гловер      | TKO (удари руками)       | RFA 5                                 | 30 листопада 2012 | 2     | 4:50  | Карні, США          |                                                   |